# コンゴ民主共和国軍
コンゴ民主共和国軍（コンゴみんしゅきょうわこくぐん、フランス語: Forces armées de la république démocratique du Congo、略称FARDC）は、コンゴ民主共和国の軍事組織。陸軍、海軍、空軍が存在しており、2020年時点で134,000人ほどの規模を有する。

## 前史

### コンゴ動乱
1960年のコンゴ独立後、公安軍を元にコンゴ共和国軍(Armée Nationale Congolaise,ANC)が編成された。当初はベルギーの士官学校を卒業した将校達が到着するまで兵士達の統制が取れず、白人を襲撃するなどしてベルギーの空挺部隊がコンゴ領内に展開するなどした。更にモイーズ・チョンベがカタンガ領にいる軍勢や主にヨーロッパ人からなる傭兵達を束ねたカタンガ憲兵隊を動員し、「カタンガ国」として国家樹立を宣言。コンゴ軍はコンゴ国連軍やソビエト連邦の助けを借りてカタンガを奪還した。
その後、「シンバ」と呼ばれる共産ゲリラが反乱を起こした際、コンゴ軍はカタンガ奪還後に政府と和解し第7代首相に就任したチョンベの口利きにより、かつての敵であるカタンガ憲兵隊やヨーロッパ人傭兵達の助けを借りた。
これらの一連の争いはコンゴ軍参謀長のモブツ・セセ・セコがクーデターを起こす1965年まで続き、コンゴ動乱と呼ばれた。その後、カタンガ憲兵隊の残党らはコンゴ解放民族戦線(FNLC)というゲリラ組織を結成し、かつて敵対していた共産勢力の援助を受け闘争を続けた。

### ザイール時代
政権を奪取したモブツは国名を「ザイール」と改め、アメリカ合衆国やイスラエルの支援でザイール軍(Forces Armées Zaïroises,FAZ)を創設した。ザイール軍はモブツの反共主義のもとアンゴラやルワンダに軍事介入したが、兵士の一部は北朝鮮で訓練を受けていた。
大統領特殊師団など一部のエリート部隊を除けば士官が横領したことにより長期間給与を受け取れないといった状況が発生し、軍全体の大規模な改革が行われたものの1978年にコルヴェジで反乱を起こしたFNLCの鎮圧をフランス軍に頼るといった状況になった。また、市民に対する略奪行為や、反対派にたびたび拷問・虐殺行為を行うことも問題視された。
1990年代初頭に始まったルワンダ紛争において、ザイール軍はフツ族の過激派に協力する形でルワンダ虐殺に関与する。これがのちに政権を取るローラン・カビラを指導者とするコンゴ・ザイール解放民主勢力連合など敵勢力の蜂起のきっかけとなり第一次コンゴ戦争が発生。弱体化していたザイール軍はやがて敗退し、モブツは亡命。1997年、国の消滅とともにザイール軍は解散した。

## コンゴ民主共和国軍への改編

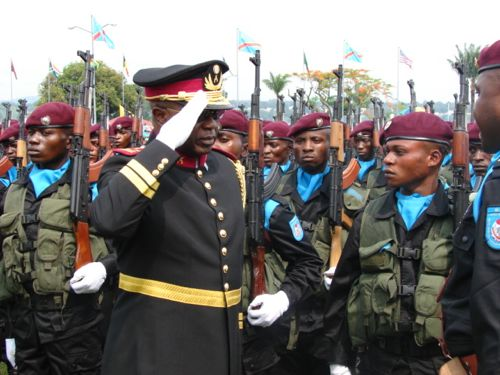
コンゴ民主共和国防衛隊

ローラン・カビラにより1997年にコンゴ民主共和国軍と改められた。この軍事組織には正規軍の兵士だけでなく、カビラ派の各武装勢力やマイマイと呼ばれる政府側民兵も含まれた。コンゴ民主共和国軍は、第二次コンゴ戦争にてコンゴ民主連合と交戦している。
ザイール軍の時と同様給料未払いおよび食料不足、およびそれに付随する市民への暴行やレイプ、虐殺、私的なビジネスの横行など規律の乱れが深刻化している。また、国際連合コンゴ民主共和国安定化ミッション(MONUSCO)の支援を受けている。

### 陸軍
- 第1防衛地域 - コンゴ中央州、バンドゥンドゥ、赤道州、キンシャサを管轄。
- 第2防衛地域 - カサイ州、カタンガを管轄。
- 第3防衛地域 – 南キヴ州、北キヴ州、マニエマ州、カタンガを管轄。
- 共和国防衛隊 - 大統領直属の軍事組織。

### 空軍
- 第1航空群 – キンシャサ
- 第2航空群 - カミナ

### 海軍
- キンシャサ司令部
- ゴマ司令部
- マタディ司令部
- カレミ司令部

## 主な装備
小火器
- FN ブローニング・ハイパワー
- FN FAL - 退役
- M16自動小銃 - 退役
- AK-47 - ザイール軍～現政権にて導入。
- PKM
- RPG-7

装甲車軸
- 59式戦車
- T-54
- T-72
- AML装甲車
- VAB装甲車
- BTR-60

火砲
- D-30 122mm榴弾砲

航空機
- スホーイ Su-25
- ミラージュ5
- アエルマッキ MB-326
- Mi-8
- Mi-24

これらの稼働状態は不明。
船舶
- 上海型哨戒艇 - 1隻のみ
- 筏-3隻
- ゴムボート